# Warrior rock: Toyah on tour
Warrior rock: Toyah on tour is het tweede livealbum van Toyah de band rondom Toyah Willcox. Het album is opgenomen tijdens de tournee om het studioalbum The changeling te promoten. Die tournee, die alleen in het Verenigd Koninkrijk plaatsvond bestond uit 25 concerten, waarvan vier in de Hammersmith Odeon in Londen. Van die vier concerten werden op twee dagen opnamen gemaakt die op dit album terechtkwamen; het waren de twee laatste concerten uit de reeks. Na dit album besteedde Toyah weer aandacht aan haar acteerloopbaan en kwam de band even tot stilstand; het was dus het laatste album in deze samenstelling.
Ten opzichte van het oorspronkelijke album is er "geknipt" in sommige nummers, anders kon het album niet op een enkele compact disc. Ook introducties tot nummers en een druminleiding van Phillips waren verwijderd. Sommige tracks (bijvoorbeeld War boys) leunen qua stijl tegen progressieve rock aan.
Een van de geluidstechnici was een jonge Simon Hanhart, later muziekproducent bij Marillion, Elton John, Arena, Asia en veel anderen.

## Musici
- Toyah – zang
- Joel Bogen – gitaar
- Phil Spalding – basgitaar
- Keith Hale – toetsinstrumenten
- Simon Phillips – slagwerk (ging bij Jeff Beck spelen).

## Muziek
| Nr. | Titel                                       | Duur |
| --- | ------------------------------------------- | ---- |
| 1.  | Good morning universe (Willcox/Bogen)       | 5:08 |
| 2.  | Warrior rock (Willcox/Bogen/Spalding)       | 3:46 |
| 3.  | Danced (Willcox/Bogen/Bush)                 | 6:56 |
| 4.  | Jungles of Jupiter (Willcox/Bogen/Spalding) | 5:51 |

| Nr. | Titel                           | Duur |
| --- | ------------------------------- | ---- |
| 1.  | It's a mystery (Hale)           | 4:50 |
| 2.  | Castaways (Willcox/Bogen)       | 4:57 |
| 3.  | Angel & Me (Willcox/Bogen)      | 5:15 |
| 4.  | Brave new world (Willcox/Bogen) | 6:10 |

| Nr. | Titel                                                | Duur |
| --- | ---------------------------------------------------- | ---- |
| 1.  | The packt (Willcox/Bogen)                            | 6:37 |
| 2.  | Thunder in the mountains (Willcox/Lee/Nick Glockler) | 4:21 |
| 3.  | We are (Willcox/Bogen)                               | 3:20 |
| 4.  | I want to be free (Willcox/Bogen)                    | 6:12 |

| Nr. | Titel                                | Duur |
| --- | ------------------------------------ | ---- |
| 1.  | Dawn chorus (Willcox/Bogen/Spalding) | 4:35 |
| 2.  | War boys (Willcox)                   | 4:37 |
| 3.  | IEYA (Willcox/Bogen/Peter Bush)      | 7:05 |

## Hitnotering
Toyah kreeg te maken met een veranderend muziekklimaat; de punk en new wave verdwenen naar de achtergrond om plaats te maken voor meer romantische muziek zoals van Spandau Ballet. Een teken aan de wand was dat ook in Noorwegen waar de vorige studioalbums hitnoteringen haalden, geen plaats in de albumlijst gehaald werd. In het Verenigd Koninkrijk werd een bescheiden succesje genoteerd.
| Hitnotering: 13-11-1982 t/m 24-12-1982 | Hitnotering: 13-11-1982 t/m 24-12-1982 | Hitnotering: 13-11-1982 t/m 24-12-1982 | Hitnotering: 13-11-1982 t/m 24-12-1982 | Hitnotering: 13-11-1982 t/m 24-12-1982 | Hitnotering: 13-11-1982 t/m 24-12-1982 | Hitnotering: 13-11-1982 t/m 24-12-1982 | Hitnotering: 13-11-1982 t/m 24-12-1982 |
| Week:                                  | 1                                      | 2                                      | 3                                      | 4                                      | 5                                      | 6                                      |                                        |
| -------------------------------------- | -------------------------------------- | -------------------------------------- | -------------------------------------- | -------------------------------------- | -------------------------------------- | -------------------------------------- | -------------------------------------- |
| Positie:                               | 20                                     | 22                                     | 45                                     | 65                                     | 71                                     | 84                                     | uit                                    |